# Neon (pierwiastek)
Neon (Ne, łac. neon) – pierwiastek chemiczny z grupy helowców (gazów szlachetnych) w układzie okresowym. Jego zawartość w górnych warstwach Ziemi wynosi 5 × 10−7%. Stabilne izotopy neonu to 20
Ne, 21
Ne i 22
Ne. Jest to bezwonny i bezbarwny gaz.
Pierwiastek został odkryty przez brytyjskich chemików sir Williama Ramsaya i Morrisa W. Traversa w 1898 roku. Nazwa pierwiastka pochodzi od greckiego słowa neos, co oznacza „nowy”.
Neon jest gazem szlachetnym i nie są znane żadne jego trwałe związki chemiczne. Metodami spektroskopowymi wykryto natomiast istnienie jonów Ne+
, (NeAr)+
, (NeH)+
 i (HeNe)+
. Znane są także cząsteczki NeF o czasie życia obliczanym na 25 ns. Neon ma też zdolność tworzenia niestabilnych hydratów.

## Zastosowanie
Neon stosuje się do wypełniania lamp neonowych, jako wydajniejszy od helu środek chłodniczy oraz w mieszankach gazowych do laserów excimerowych. Jest jednak znacznie droższy niż hel, gdyż na skalę przemysłową otrzymywany jest tylko poprzez destylację frakcyjną skroplonego powietrza, w którym występuje w śladowych ilościach.
Neon jest też ważnym surowcem do produkcji półprzewodników, gdyż lasery excimerowe służą m.in. do wysoce precyzyjnego wycinania chipów z podłoży krzemowych, a także w litografii laserowej.
Związek Radziecki prowadził badania nad wykorzystaniem neonu zwłaszcza w przemyśle zbrojeniowym, m.in. do produkcji broni laserowej.
Nie jest znane żadne znaczenie biologiczne neonu.

## Producenci
Do początku roku 2022 największym producentem neonu była Ukraina, która zaspokajała ok. 45–55% zapotrzebowania światowego. Drugim dostawcą była Rosja – w roku 2021 pokrywała ok. 30% zapotrzebowania. Po inwazji na Ukrainę i zatrzymaniu produkcji neonu przez zakłady w Mariupolu (prawdopodobnie całkowicie zniszczone przez agresorów) i w Odessie, Rosja znacznie umocniła swoją pozycję na tym rynku. Kolejnym ważnym producentem neonu są Chiny, jednak znaczną część produkcji wykorzystują na własne potrzeby.
Rosja i Ukraina pozyskiwały neon na skalę przemysłową od czasów ZSRR jako produkt uboczny w przemyśle hutniczym. Przy hutach powstały zakłady produkujące neon. W większości pozyskany gaz ten trafiał do zakładów na Ukrainie, gdzie był następnie oczyszczany.
30 maja 2022 rząd Rosji ograniczył do 31 grudnia 2022 eksport gazów szlachetnych. Będzie on możliwy jedynie na podstawie specjalnych zezwoleń udzielanych przez rząd na wniosek Ministerstwa Przemysłu i Handlu FR. Uderza to przede wszystkim w globalny rynek neonu, uzależniony od dostaw z Ukrainy i Rosji, a tym samym w sektor wysokich technologii, kluczowy dla najbardziej rozwiniętych gospodarek. Zwiększa to koszty wojny na Ukrainie, ponoszone przez Zachód, pogłębiając problemy z zaspokojeniem globalnego popytu na półprzewodniki, wywołane już wcześniej przez pandemię COVID-19.